# لويتن 726-8

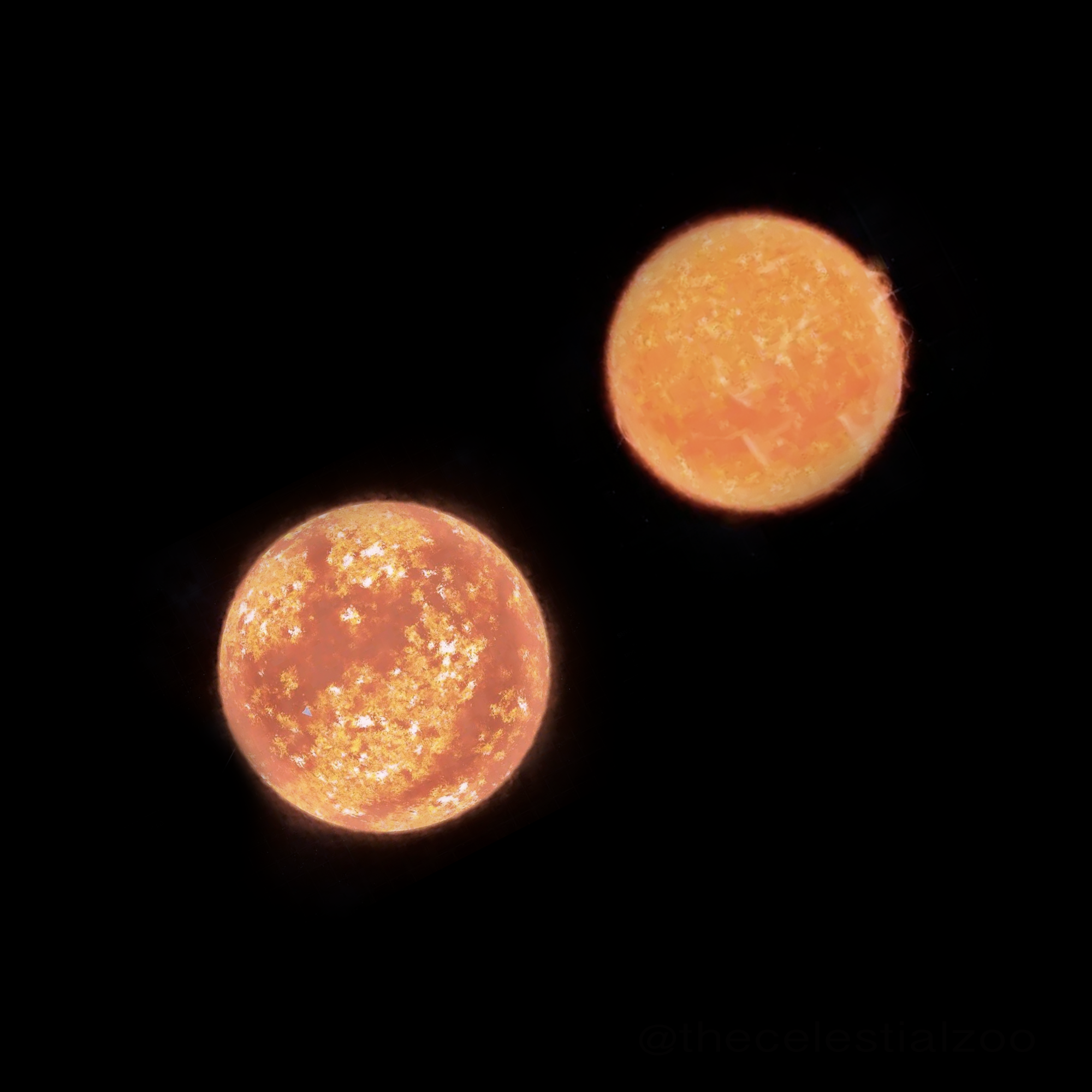
صورة للنجم الثنائي لويتن 726-8

لويتن 726-8(المعروف أيضاً باسم قليسي65)وهو نجم ثنائي ويعتبر من أقرب النجوم إلينا ويبعد حوالي 8.7 سنه ضوئية من الأرض ويقع ضمن كوكبة قيطس.شمال شرق نجم الضفدع الأول تم اكتشاف النظام النجمي للقيطس في عام 1948 من قبل Willem Jacob Luyten
النظام الثنائي للويتن 726-8 يعتبر من الأقزام الحمراء ومدارهما اهليجي (بيضاوي) ويستغرق 25 سنة

## Luyten 726-8 A
- النوع :M5.5eV
- الكتلة بالنسبة للشمس:0.10
- لمعان بالنسبة للشمس :0.15
- نصف القطر نسبة للشمس :0.000011

## Luyten 726-8 B
- النوع :M6eV
- الكتلة بالنسبة للشمس:0.10
- لمعان بالنسبة للشمس :0.14
- نصف القطر نسبة للشمس :0.000004